# 마조네
마조네(이탈리아어: Magione)는 이탈리아 움브리아주 페루자도에 위치한 코무네다. 페루자로부터 서쪽 15km 거리에 있다. 트라시메노호의 동쪽 호숫가에 위치해있다.

## 역사
이 마을은 중세시대에 성당 기사단들에 의해 마조네(순례자 숙소)로서 건설되었고, 그것이 현재의 명칭에 이르게 되었다. 시간이 흘러서, 이곳을 소유하게 된 몰타 기사단이 14세기에 수도원으로 바꿨다.
1502년에 일부 움브리아와 마르케의 군주들이 체사레 보르자에 대항하여 음모를 꾸민 장소이기도 하다. 다음 세기에 이곳의 성에 교황 베네딕토 14세, 교황 비오 7세 같은 역사적 인물들이 묵었다.